# Chrysopera combinans
Chrysopera combinans är en fjärilsart som beskrevs av Walker 1857. Chrysopera combinans ingår i släktet Chrysopera och familjen nattflyn. Inga underarter finns listade i Catalogue of Life.